# 上田知華
上田 知華（うえだ ちか、1957年6月10日 - 2021年9月17日）は、日本のシンガーソングライター、作詞家、作曲家、編曲家、音楽プロデューサー。東京都出身。

## 来歴・人物
3歳からピアノ教育を受ける。東京音楽大学在学中に、自身の作詞・作曲・ピアノ・ボーカルに弦楽四重奏団（ヴァイオリン×2・チェロ・ヴィオラ）を組み合わせたピアノ・クインテット形式のバンド、「上田知華+KARYOBIN（うえだちかプラスかりょーびん）」を結成、1978年にデビュー。
編曲・プロデュースに樋口康雄を招聘、優れた楽曲と高度な演奏力をそなえたバンドとして、「パープルモンスーン」など、多くのヒット曲を残す。バックバンドメンバーに金子飛鳥、溝口肇など、後にソロで成功を収めた著名音楽家も在籍。
KARYOBIN解散後、ソロ・アルバムを制作しながら、作曲家としての活動を本格的に開始。アイドル全盛期に松田聖子、南野陽子、薬師丸ひろ子、中山美穂、渡辺満里奈などに数多く作品提供。その数は350曲を超える。作詞家の岩里祐穂と組んで今井美樹に提供した作品群が特に著名。結婚・出産後に約10年間ニューヨークに住み、子育てをしながら作曲とソロ・アルバム制作を続け2006年に帰国。2013年、一倉宏が作詞を担当、全篇上田知華がオリジナル曲を書き下ろした「組曲 枕草子」を発表。同年、デビュー35周年記念として、上田本人監修によるKARYOBIN時代・ソロ・今井美樹に楽曲提供した（上田提供曲最大のヒット曲でミリオン記録）「PIECE OF MY WISH」の新録セルフカバーを含むレーベルを超えた初のオールタイム・ベストを発売。
2018年、デビュー40周年を記念して、上田知華+KARYOBINのオリジナル・アルバム全6作に、1978年のライブ音源を加えた7枚組CDボックス・セット「オール・アバウト KARYOBIN」を9月26日に発売。後の10月20日に、東京・日本橋三井ホールにて「〜All About KARYOBIN〜with 金子飛鳥ストリングス」と題されたコンサートが行われた。
2022年4月、膵臓癌のため2021年9月に亡くなっていたことが判明。64歳没。

## 作品

### シングル
| タイトル                 | B面曲                         | 発売日            | 備考 |                   |                   |
| 上田知華+KARYOBIN        | 上田知華+KARYOBIN             | 上田知華+KARYOBIN | 上田知華+KARYOBIN | 上田知華+KARYOBIN | 上田知華+KARYOBIN |
| ------------------------ | ----------------------------- | ----------------- | --- | ----------------- | ----------------- |
| メヌエット               | 二年前の雨                    | 1978年08月25日    | 同年のTBS系ドラマ『三男三女婿一匹(第2シリーズ)』の第19回で劇中に本人歌唱で披露された（2番の途中から3番の終わりまで）。 |                   |                   |
| オープン・ザ・ウィンドウ | 梅雨明けの頃                  | 1978年12月21日    | ビオラが撮影に来ず、代わりに当時の担当マネージャーがジャケットに写っている。                                           |                   |                   |
| ガールフレンド           | BGM                           | 1979年03月21日    | |                   |                   |
| ステンドグラス           | TODAY                         | 1979年10月10日    | フジテレビ系平岩弓枝ドラマシリーズ『日蔭の女』主題歌 / 文化放送『マツダ・トークタウン・トゥデイ』テーマソング※         |                   |                   |
| パープル・モンスーン     | サンセット                    | 1980年05月25日    | 三洋電機「夏のパープル・キャンペーン」CMソング※                                                                        |                   |                   |
| シーユーアゲイン・初恋   | レインコート                  | 1981年04月25日    | 作詞：門谷憲二 作曲・編曲：上田知華                                                                                    |                   |                   |
| 秋色化粧                 | Lonely Weekend                | 1981年08月25日    | POLA化粧品秋のキャンペーンCMソング                                                                                     |                   |                   |
| あなたへのフライト       | いつものエピローグ            | 1981年11月28日    | |                   |                   |
| 憧れ                     | メロディー                    | 1982年06月25日    | 「メロディー」がNHK「みんなのうた」1982年6月～7月放送曲                                                                |                   |                   |
| 上田知華                 |                               |                   | |                   |                   |
| I WILL                   | I CAN SMELL THE SWIMMING POOL | 1991年7月25日     | フジテレビ系ドラマ『ヴァンサンカン・結婚』テーマ・ソング                                                               |                   |                   |
| HOLY NIGHT TONIGHT       | BROWNY MOON                   | 1992年11月10日    | |                   |                   |
| HOME SICK                | CROSS THE RIVER               | 1993年2月25日     | |                   |                   |
| miss you                 | いつも2人で                   | 1994年6月1日      | 日本テレコムCMイメージソング                                                                                           |                   |                   |
| 太陽の道                 | ガラスのマリアージュ          | 1994年11月10日    | |                   |                   |
| Time To Say Good bye     | カレンダー                    | 1999年1月21日     | |                   |                   |

### オリジナル・アルバム
| タイトル             | 発売日            | 楽曲 |                   |                   |                   |
| 上田知華+KARYOBIN    | 上田知華+KARYOBIN | 上田知華+KARYOBIN | 上田知華+KARYOBIN | 上田知華+KARYOBIN | 上田知華+KARYOBIN |
| -------------------- | ----------------- | --- | ----------------- | ----------------- | ----------------- |
| 上田知華+KARYOBIN    | 1979年05月25日    | 特記以外作曲・編曲：樋口康雄 1. ピアニッシモ（作詞：伊藤アキラ） 2. ブルージィ・モーニング（作詞・作曲：上田知華） 3. 梅雨明けの頃（作詞・作曲：上田知華） 4. エイプリル・ラヴ（作詞：福永ひろみ） 5. オープン・ザ・ウィンドウ（作詞：伊藤アキラ） 6. BGM（作詞：山川啓介） 7. RINGO（作詞・作曲：上田知華 編曲：上田知華・樋口康雄）上田知華編曲バージョンは採用されず樋口康雄編曲となる。 8. 線（作詞：伊藤アキラ） 9. 二人のディナー（作詞：福永ひろみ）ラストのセリフはニューヨークフィルのオスカー・ラヴィーナによるもの。 10. ガールフレンド（作詞：滝真知子）KARYOBINがハンドクラップ（手拍子）をしている。 11. メヌエット（作詞：松本隆） |                   |                   |                   |
| 上田知華+KARYOBIN[2] | 1979年11月28日    | 特記以外作曲・編曲：樋口康雄 1. トゥデイ（作詞：滝真知子） 2. シー・ユー・アゲイン（作詞：滝真知子） 3. 卒業旅行（作詞：滝真知子） 4. シティ・ガイド（作詞：伊藤アキラ） 5. あとは成り行き（作詞：伊藤アキラ） 6. アンダルシアの風（作詞：滝真知子） 7. ステンドグラス（作詞：滝真知子） 8. ひとり季節にとり残されて（作詞：伊藤アキラ） 9. ラメント（作詞：山川啓介 作曲：上田知華・樋口康雄） 10. サンセット（作詞・作曲：上田知華） 11. 回転楕円体の中の暖気（Instrumental 作曲・編曲：樋口康雄）樋口康雄「ニューヨーク・カット」収録曲の編成を変えた物                                                                                        |                   |                   |                   |
| 上田知華+KARYOBIN[3] | 1980年07月25日    | 特記以外作詞・作曲・編曲：上田知華 1. マジカル・ミステリー・キス（作詞：門谷憲二 編曲：渡辺茂樹） 2. ベンチウォーマー（作詞：康珍化 編曲：すぎやまこういち） 3. カトリーヌへの手紙（作詞：門谷憲二 編曲：すぎやまこういち） 4. パープル・モンスーン（編曲：すぎやまこういち） 5. レディーズ・ブルー 6. 少年（作詞：門谷憲二） 7. メモリー（作詞：康珍化 作曲・編曲：すぎやまこういち） 8. バス・ステーション（作詞：山川啓介 作曲・編曲；樋口康雄） 9. 心変わり（編曲：渡辺茂樹） 10. プールサイドで待つわ（編曲：渡辺茂樹） 11. さよならレイニー・ステーション（作詞：門谷憲二）                                                                 |                   |                   |                   |
| 上田知華+KARYOBIN[4] | 1980年12月21日    | 特記以外作詞・作曲・編曲：上田知華 1. （ホワイ・ドント・ユー）キス・ミー? 2. シネマ・ストリート（作詞：岡本まさみ） 3. 乾杯!ブラディ・マリー（作詞：門谷憲二） 4. レインコート（作詞：岡本まさみ） 5. ロンリー・ウィークエンド 6. 恋のかけひき（作詞：門谷憲二）レコードのみピアノイントロ有り 7. マルセル橋（作詞：門谷憲二） 8. 愛のエチュード（作詞：門谷憲二） 9. インタールード 10. 青空（作詞：門谷憲二） |                   |                   |                   |
| Miss Heart           | 1981年12月21日    | 全作詞・作曲・編曲：上田知華 1. アヴェニュー 2. 兄貴とさよなら 3. リッスン・トゥ・ミー 4. 秋色化粧 5. イエス・オア・ノー 6. いつものエピローグ 7. ソー・ロング 8. 眼鏡のいい女 9. アイム・ア・リトル・バード 10. あなたへのフライト |                   |                   |                   |
| SONG                 | 1982年11月28日    | 特記以外作詞・作曲・編曲：上田知華 1. 白いフィナーレ（作詞：門谷憲二） 2. スクール 3. ダウンタウン 4. レンガ壁（ベイ）にそって（作詞：三浦徳子） 5. 憧れ 6. スリルな昼下り（作詞：三浦徳子） 7. オールド フレンド（作詞：門谷憲二） 8. メロディ 9. ラプソディ イン ブルー（作詞：門谷憲二） 10. スー・ソワール（作詞：門谷憲二） |                   |                   |                   |
| 上田知華             |                   | |                   |                   |                   |
| Classiest            | 1984年08月04日    | 特記以外作詞・作曲：上田知華 全編曲：清水信之 1. ハリケーン 2. スタリー・ナイト 3. 読みかけの短編集（作詞：秋元康） 4. 長い夢（作詞：秋元康） 5. 思い出のバルコニー（作詞：門谷憲二） 6. 10月のウェザー・フォアキャスト（作詞：秋元康） 7. 窓際のハイヒール（作詞：秋元康） 8. 日曜日の狂騒曲〈ラプソディ〉（作詞：秋元康） 9. ピンクのリボンが結べない（作詞：秋元康） 10. ラスト・ダンス |                   |                   |                   |
| OKITE                | 1989年06月21日    | 1. SERENGETI'S THEME 2. BLUE SKIES OF AFRICA 3. DEATH 4. RAINS OF PARADISE 5. THE GREAT MIGRATION 6. INTERLUDE 7. SILENCE 2 8. INTERLUDE 2 9. SUNSET 10. CHASING 11. REBIRTH 12. ETERNAL |                   |                   |                   |
| I WILL               | 1991年09月10日    | 1. レイニー・レイニー・レイン 2. ラヴ・トレイン 3. ベイビー・ドント・チェンジ・ユア・マインド 4. リーン・オン・ミー 5. アイ・ウィル 6. 9・トゥ・5 7. カラーズ 8. アイ・キャン・スメル・ザ・スウィミング・プール 9. ローリング・オン 10. 愛があるって… 11. アイ・ウィル（Instrumental） |                   |                   |                   |
| 朝昼夜晴れ           | 1992年11月10日    | 1. ホームシック 2. サマーズ・エンド 3. スノウ・イン・ザ・パーク 4. ザッツ・ホワイ・ユー・キャント 5. もう二度と会えなくても… 6. 日々のいろ 7. アッシュ 8. クロス・ザ・リヴァー 9. ブラウニー・ムーン 10. シーン’92 11. ホーリー・ナイト・トゥナイト |                   |                   |                   |
| いつも2人で          | 1994年07月01日    | 1. ミス・ユー 2. 太陽の道 3. 彼と私とあなた 4. ガラスのマリアージュbis. 5. あなたに会うまでは 6. UN JOUR D’E[´]TE[´] 7. 潮騒 8. いつも2人で 9. ビリーヴ 10. ガラスのマリアージュ |                   |                   |                   |
| la la la             | 1999年03月20日    | 1. あおうか 2. Oranges 3. Bubble Bath 4. Movies 5. Cream&Sugar 6. The Night Is Over 7. Lena 8. Time To Say Goodbye 9. So Much Rain 10. こんな日は ひとりにしない 11. Garden 12. おやすみ 13. カレンダー |                   |                   |                   |
| 歌曲集「枕草子」     | 2014年3月28日     | 1. あてなるもの - 第39段「あてなるもの」より 2. 比べられない - 第68段「たとしへなきもの」より 3. 美しきものは - 第144段「美しきもの」より 4. 日々の嬉しさ - 第257段「うれしきもの」より 5. 草の花 - 第64段「草の花は」より 6. 過ぎし時 - 第27段「すぎにしかた恋しきもの」より 7. 山の詩 - 第10段「山は」より 8. 嵐のつぎの朝 - 第188段「風は～野分のまたの日こそ」より 9. 九月の露 （第124段「九月ばかり」より 10. 私の好きな月 (My Favorite Seasons) - 序段「春は曙」第2段「ころは正月」より 11. 月の夜 - 第215段「月のいとあかきに」より 12. 初夏の契り - 第34段「木の花は」より                                                                |                   |                   |                   |

### ベスト・アルバム
| タイトル                            | 発売日         | 楽曲 備考 |
| ----------------------------------- | -------------- | --- |
| 上田知華+KARYOBIN 全曲集            | 1980年         | 1. パープル・モンスーン 2. BGM 3. シティ・ガイド 4. RINGO 5. ひとり季節にとり残されて 6. アンダルシアの風 7. MAGICAL MYSTERY KISS 8. LADY'S BLUE 9. See You Again 10. さよならレイニー・ステーション 11. オープン・ザ・ウィンドウ 12. 少年 13. バス・ステーション 14. 卒業旅行 15. 二人のディナー 16. ブルージィ・モーニング 17. ラメント 18. あとは成り行き 19. ベンチウォーマ 20. メヌエット 「上田知華+KARYOBIN」「同[2]」「同[3]」からセレクト |
| Best 12 For Ladies きみはきみらしく | 1982年         | 1. シーユーアゲイン・初恋 2. メヌエット 3. 秋色化粧 4. Lady's Blue 5. 眼鏡のいい女 6. 卒業旅行 7. パープル・モンスーン 8. マルセル橋 9. オープン・ザ・ウィンドウ 10. Listen To Me 11. （Why Don't You）Kiss Me? 12. あなたへのフライト 「上田知華+KARYOBIN」「同[2]」「同[3]」「同[4]」「Miss Heart」からセレクト |
| MUSIC SOUP                          | 1992年01月25日 | 1. パープルモンスーン 2. レディース・ブルー 3. (ホワイ・ドント・ユー)キス・ミー? 4. ロンリー・ウィークエンド 5. 兄貴とさよなら 6. ベンチウォーマー 7. さよならレイニー・ステーション 8. マルセル橋 9. 愛のエチュード 10. インタールード 11. 青空 12. 秋色化粧 「上田知華+KARYOBIN[3]」「[4]」「Miss Heart」からセレクト |
| 樋口康雄作品集                      | 2003年11月15日 | 1. ピアニッシモ 2. エイプリル・ラブ 3. オープン・ザ・ウインドウ 4. BGM 5. 線 6. 二人のディナー 7. ガールフレンド 8. メヌエット 9. TODAY 10. See You Again 11. 卒業旅行 12. シティ・ガイド 13. あとは成り行き 14. アンダルシアの風 15. ステンドグラス 16. ひとり季節にとり残されて 17. ラメント 18. 回転楕円体の中の暖気 19. バス・ステーション 20. 二年前の雨 21. Only Imagination（DEMO） 22. 二十歳の献血（LIVE VERSION） 23. HAND IN HAND（DEMO) 樋口康雄の楽曲のみを集めたコンピレーション盤 |
| 究極のベスト! 上田知華              | 2005年06月22日 | 1. パープル・モンスーン 2. I WILL 2. I WILL 3. シーユーアゲイン・初恋 4. 秋色化粧 5. あなたへのフライト 6. 憧れ 7. HOLY NIGHT TONIGHT 8. HOMESICK 9. メヌエット 上田知華名義、但し上田知華+KARYOBIN時代6曲、上田知華時代3曲の9曲で構成。レコード会社企画「究極のベスト!」シリーズの1枚として発売 |
| 上田知華 ゴールデン☆ベスト          | 2013年11月20日 | 1. メヌエット 2. 二年前の雨 3. オープン・ザ・ウィンドウ 4. 梅雨明けの頃 5. ガールフレンド 6. BGM 7. ステンドグラス 8. TODAY 9. パープル・モンスーン 10. サンセット 11. シーユーアゲイン・初恋 12. レインコート 13. 秋色化粧 14. Lonely Weekend 15. あなたへのフライト 16. いつものエピローグ 17. 憧れ 18. メロディー 19. I WILL 20. I CAN SMELL THE SWIMMING POOL 21. HOLY NIGHT TONIGHT 22. BROWNY MOON 23. HOMESICK 24. CROSS THE RIVER 25. 愛があるって… 26. Hurricane 27. Last Dance 28. Miss You 29. 彼と私とあなた 30. あなたに会うまでは 31. Bubble Bath 32. Time To Say Goodbye 33. おやすみ 34. PIECE OF MY WISH (Bonus Track) |
| ゴールデン☆ベスト 上田知華+KARYOBIN | 2016年8月24日  | 1. RINGO 2. ブルージィ・モーニング 3. サンセット 4. ベンチウォーマー 5. カトリーヌへの手紙 6. パープル・モンスーン 7. LADY’S BLUE 8. 心変わり 9. さよならレイニー・ステーション 10. シネマ・ストリート 11. 乾杯! ブラディ・マリー 12. 恋のかけひき 13. マルセル橋 14. 愛のエチュード 15. 青空 16. オープン・ザ・ウインドウ (Live Version) (Bonus Track) 17. AVENUE 18. 兄貴とさよなら 19. LISTEN TO ME 20. 秋色化粧 21. YES OR NO 22. 眼鏡のいい女 23. あなたへのフライト 24. シーユーアゲイン・初恋 25. 白いフィナーレ 26. ダウン タウン 27. レンガ壁にそって 28. 憧れ 29. オールド フレンド 30. ラプソディー イン ブルー 31. スー・ソワール 32. メヌエット (Live Version) (Bonus Track) |
| オール・アバウト KARYOBIN           | 2018年9月26日  | 1. 「上田知華+KARYOBIN」 1. ピアニッシモ 2. ブルージィ・モーニング 3. 梅雨明けの頃 4. エイプリル・ラブ 5. オープン・ザ・ウィンドウ 6. BGM 7. RINGO 8. 線 9. 二人のディナー 10. ガールフレンド 11. メヌエット 2. 「上田知華+KARYOBIN（2）」 1. TODAY 2. See You Again 3. 卒業旅行 4. シティ・ガイド 5. あとは成り行き 6. アンダルシアの風 7. ステンドグラス 8. ひとり季節にとり残されて 9. ラメント 10. サンセット 11. 回転楕円体の中の暖気（Instrumental） 3. 「上田知華+KARYOBIN（3）」 1. MAGICAL MYSTERY KISS 2. ベンチウォーマー 3. カトリーヌへの手紙 4. パープル・モンスーン 5. LADY'S BLUE 6. 少年 7. MEMORY 8. バス・ステーション 9. 心変わり 10. プールサイドで待つわ 11. さよならレイニー・ステーション 4. 「上田知華+KARYOBIN（4）」 1. （Why Don't You）Kiss Me? 2. シネマ・ストリート 3. 乾杯！ブラディ・マリー 4. レインコート 5. Lonely Weekend 6. 恋のかけひき 7. マルセル橋 8. 愛のエチュード 9. Interlude 10. 青空 5. 「Miss Heart」 1. AVENUE 2. 兄貴とさよなら 3. LISTEN TO ME 4. 秋色化粧 5. YES OR NO 6. いつものエピローグ 7. SO LONG 8. 眼鏡のいい女 9. I'M A LITTLE BIRD 10. あなたへのフライト 6. 「SONG」 1. 白いフィナーレ 2. スクール 3. ダウン タウン 4. レンガ壁（ベイ）にそって 5. 憧（あこが）れ 6. スリルな昼下り 7. オールドフレンド 8. メロディー 9. ラプソディ イン ブルー 10. スー・ソワール 7. ボーナスディスク（未発表ライブ音源・LIVE from 2nd Concert 1978.11.30新宿住友ホール・プロモーションLPとは内容が異なる） 1. メヌエット 2. MC 3. ピアニッシモ 4. 線 5. RINGO 6. MC 7. BGM 8. 梅雨明けの頃 9. MC 10. 二年前の雨 11. MC 12. オープン・ザ・ウィンドウ 13. メヌエット（アンコール） |

### オムニバス・アルバム
- ピーターラビットとなかまたち4（1991年6月26日）イメージ曲作曲
  - 2. りすのナトキンのテーマ
  - 4. あひるのジマイマのテーマ
  - 6. ジンジャーとピクルスやのテーマ
- for your ANNIVERSARY フォー・ユア・アニバーサリー（1991年11月21日）
  - 作曲　4.冷たい夏　作詞：只野菜摘　唄：広谷順子
- ピーターラビットのSONGBOOK（1993年8月25日）イメージ曲作曲
  - 14. りすのナトキンのテーマ
  - 15. あひるのジマイマのテーマ
  - 16. ジンジャーとピクルスやのテーマ
- MUSIC FOR ATOM AGE（2003年3月19日）
  - 作詞・唄　12.黄昏の窓辺　作曲：樋口康雄

### その他
- プロモーションLP「LIVE from 2nd Concert 1978.11.30新宿住友ホール」SAIDE ONE１.KARYOBIN ERA~線2.りんご3.ブルージィ・モーニング4.B・G・Ｍ5.ロンドンデリーの歌６.二人のディナーSAIDE TWO(レコードより）１.オープン・ザ・ウィンドウ２.メヌエット３.二年前の雨４.梅雨明けの頃5.オープン・ザ・ウィンドウ6.メヌエット
- 『郵便貯金ホール実況録音盤-岩崎宏美ラブ・コンサート パート2 ふたりのための愛の詩集』（1978年）
  - SIDE 2オープニング 1.若葉のころ 2.サルビアの花
  - 演奏・上田知華とKARYOBIN（レコードライナー表記）
- ねこふんじゃった/ディスコ！（1990年）1.ディスコで猫をふんじゃった(歌）レイン・サリバン　リトル・エバース＆Kitties[演奏]レインボーキッズ〈英語ロングヴァージョン〉　2.かわいい子猫ちゃん（歌）ディゾレイ・エマニエル（語り）辻メラニー泉[演奏]INOYAMA LAND〈仏語ヴァージョン〉3.ディスコで猫をふんじゃった(歌）リトル・エバース＆Kitties[演奏]レインボーキッズ〈英語ショートヴァージョン〉　　※編曲のみ。
- ねこふんじゃった/ダンス、ダンス、ダンス（1990年）
  - 3．よじれちゃったねこ（ツイスト）Twisted Cat
  - 演奏・ブローウィング・キャッツ　※編曲のみ。

### 映像作品
- OKITE（1989年）動物写真家岩合光昭の同名写真集を映像化。

## プロデュース
- 早瀬優香子 アルバム「TOMORROW MOON」（1990年）
- 鈴木那生アルバム
  - 「なつのおと」（2014年）
  - 「ふゆのおと」（2015年）
- 大方斐紗子コンサート「エディット・ピアフに捧ぐ」（2009年 - 2016年）

## 主な楽曲提供作品
※50音順

### あ行
- 秋山奈々
  - 「わかってくれるともだちはひとりだっていい」（2006年）作詞
- 朝川ひろこ
  - 「一面のかがやき」（1989年）作曲
  - 「永遠の魔法で」（1989年）作曲
  - 「CANARY」（1989年）作曲
- 麻生よう子
  - 「心をあげたい」（1992年）作曲
- 安達祐実
  - 「泣いてもいいよ」（1995年）作詞・作曲
- Anna
  - 「SUNDAY MORNING HAPPY!」（1998年）作曲
- アンナ・バナナ
  - 「FOLLOW  ME」（1991年）作詞
- アン・ルイス
  - 「乱」（1990年）作曲
- 石野真子
  - 「ドロシーの日常」（1985年）作曲
  - 「めぐり逢い」（1985年）作曲
- 伊藤かずえ
  - 「Air-mailの最後に」（1983年）作曲・編曲
  - 「ファースト・ベルを聴かせて」（1983年）作曲・編曲
  - 「あした,さよなら」（1983年）作曲・編曲
  - 「恋にハートを瞳に☆を」（1983年）作曲・編曲
- 伊藤つかさ
  - 「九月には」（1984年）作詞・作曲
  - 「名前のない訪問者」（1984年）作詞
- 伊藤美紀
  - 「MY POP」（1987年）作曲
  - 「春がいっぱい」（1988年）作曲
- 伊東真由美
  - 「抱きしめて」（1992年）作曲
  - 「美人声」（1992年）作曲
- 伊東ゆかり
  - 「センチメンタルソング」（1988年）作曲
  - 「電話」（1988年）作曲
  - 「また逢うさ」（1988年）作曲
  - 「予感」（1988年）作曲
  - 「LOVING YOU（恋のゆくえ） 」（1989年）作曲
  - 「愛せる人を探すだけ」（1990年）作曲
  - 「DESTINY」（1990年）作曲
- 井上昌己
  - 「MATIERE 21」（1990年）作曲
- 今井美樹
  - 「黄色いTV」（1988年）作曲
  - 「九月半島」（1988年）作曲
  - 「彼女とTIP ON DUO」（1988年）作曲
  - 「Boogie-Woogie Lonesome High-Heel」（1989年）作曲
  - 「ありふれた love scene」（1989年）作曲
  - 「瞳がほほえむから」（1989年）作曲
  - 「もっともっともっと」（1990年）作曲
  - 「半袖」（1990年）作曲
  - 「幸せになりたい」（1990年）作詞・作曲
  - 「ひとりになってみよう」（1991年）作詞・作曲
  - 「DISTANCE」（1991年）作詞・作曲
  - 「あこがれのままで」（1991年）作曲
  - 「笑顔」（1991年）作曲
  - 「PIECE OF MY WISH」（1991年）作曲
  - 「Blue Moon Blue」（1992年）作曲
  - 「flow into space」（1992年）作曲
  - 「海辺にて」（1994年）作曲
  - 「輝く街で」（1994年）作曲
  - 「友だち」（1995年）作曲
  - 「after all」（1995年）作曲
  - 「再会」（2015年）作曲
  - 「青い空と赤い花」（2017年）作曲
- Wink
  - 「PLEASE PLEASE ME」（1994年）作詞・作曲
  - 「あなたがドアを開ける夜」（1994年）作曲
- 上野優華
  - 「空」（2019年）作曲
- 宇沙美ゆかり
  - 「純情」（1985年）作詞・作曲
- 宇都美慶子
  - 「さよならは云わないで」（1991年）作曲
  - 「あなたに逢えて」（1992年）作曲
  - 「SMILE~上手に笑えたら~」（1998年）作曲
  - 「約束」（1998年）作曲
- 内海みゆき
  - 「くちづけは最後のGOOD  BYE」（1989年）作曲
  - 「MORNING  SMILE」（1989年）作曲
  - 「NATURALLY」（1989年）作曲
- 江崎まり
  - 「きっと素敵な恋をする」（1991年）作曲
  - 「夢の中の海」（1991年）作曲
- 衛藤利恵
  - 「時代を聴いている」（1995年）作曲
  - 「月の香り」（1995年）作曲
  - 「TIME'S  RIVER」（1995年）作曲
- 大橋利恵
  - 「逢いたくて逢えなくて」（1995年）作詞・作曲・編曲（松本タケシ共作）
  - 「CHEEK  TO  CHEEK」（1995年）作詞・作曲・編曲（松本タケシ共作）
- 大塚純子
  - 「So Sorry 」（1990年）作曲
  - 「いちばん好きな夕焼け」（1991年）作曲
  - 「星降る夜に」（1990年）作曲
- 小川範子
  - 「無実の罪」（1989年）作曲
  - 「月光熱」（1990年）作曲
- 奥菜恵
  - 「この悲しみを乗り越えて」（1995年）作曲
  - 「わりとこの頃は」（1995年）作曲
- 荻野目洋子
  - 「幸福への時間」（1995年）作詞・作曲
- 小野正利
  - 「12月のある日」（1994年）作曲

### か行
- 勝生真沙子
  - 「さよならの代名詞」（1989年）作曲
- 葛山信吾
  - 「悲しみより微笑んで」（1993年）作曲
- 川本真琴
  - 「風も空もきっと...」（2014）作詞・作曲
- かわいさとみ
  - 「寂しさがほほえむ」（1989年）作曲
  - 「たったひとつの奇跡」（1989年）作曲
- 日下部かおり
  - 「一秒のSYMPATHY」（1993年）作曲
- 倉田まり子
  - 「さよならレイニー・ステーション」（1980）作曲　上田知華 + KARYOBINのカバー
  - 「あなたのセレナーデ」（1980年）作曲
- CREOLE
  - 「夏の月」（1994年）作詞・作曲
- 小泉今日子
  - 「今年最後のシャーベット」（1987年）作曲
- 郷ひろみ
  - 「月の光」（1998年）作曲
- 児島未散
  - 「今思えば、素直でいればよかった」（1992年）作曲
- 古谷玲香
  - 「六月花色の雨」（1990年）作曲
- 小林清美
  - 「Wish…」（1997年）作曲
  - 「BIBLE OF HEART」（1997年）作曲

### さ行
- 斉藤由貴
  - 「Where ~金色の夜~」（1988年）作曲
- 佐伯伽耶
  - 「パフュームを残せない」（1994年）作曲
- 酒井法子
  - 「恋のさなか」（1989年）作曲
  - 「サンクチュアリ」（1989年）作曲
  - 「どうなるかわからないけど」（1994年）作詞・作曲
  - 「軽い気持ちのジュリア」（1992年）作曲
  - 「永遠の朝」（1995年）作詞・作曲
- 榊原郁恵
  - 「ガラス色の午後」（1983年）作詞・作曲
- 桜井智
  - 「9月の部屋」（1995年）作曲
  - 「オルゴォル」（1998年）作曲
  - 「ガラスのマリオン」（1998年）作曲
- 佐藤聖子
  - 「冬に咲く花」（1995年）作曲
  - 「PEARL」（1995年）作詞
- サラ・オレイン
  - 「比べられない」（2012年）作曲
  - 「私の好きな月」（2012年）作曲
- サンディ・ラム
  - 「だからって」（1993年）作曲
  - 「春雨」（1993年）作曲
  - 「泣かせてほしい」（1994年）作曲
- 沢田知可子
  - 「CURIOUS  GIRL」（1990年）作曲
- シーナ・イーストン
  - 「THE MIRACLE OF LOVE」（1993年）作曲
- 篠原涼子
  - 「a place in the sun」（1998年）作曲
- 柴田由紀子
  - 「青いソファーはどこへ置くの」（1993年）作曲
  - 「となりにはあなたがいる」（1993年）作曲
  - 「ジェット機の見える沖」（1994年）作詞・作曲
  - 「あの日もジェット機を見ていた」（1994年）作曲
- シンシア
  - ふたり（1996年）作曲
- ZOO
  - 「ANGELIC DREAM」（1994年）作曲
  - 「DANCE SCENE」（1994年）作曲
- 杉田二郎
  - 「マイ・ホームタウン」（1984）作詞
  - 「クリスマス・ウィンド」（1984）作曲
  - 「ひとりごと」（2001年）作曲
- 杉本彩
  - 「Celebration」（1990年）作曲
  - 「うさぎ」（1990年）作曲
  - 「TWO MOON」（1990年）作曲・編曲
  - 「I Need You」（1990年）作曲・編曲
  - 「星に願いを」（1990年）作曲・編曲
  - 「Passion」（1990年）作曲・編曲
- 鈴木彩子
  - 「TRUE」（1990年）作詞・作曲
  - 「DARK SIDE」（1990年）作詞・作曲
  - 「ニュース」（1990年）作詞・作曲
  - 「GOAL」（1991年）作詞・作曲
  - 「一度だけの昨日」（1991年）作詞・作曲
  - 「恋ってさ」（1991年）作詞・作曲
  - 「夜空の虹」（1991年）作詞・作曲
  - 「旅立つ朝に」（1992年）作詞・作曲
  - 「電話できなかった」（1992年）作詞・作曲
  - 「COUNT  DOWN」（1992年）作詞・作曲
  - 「プールサイド」（1992年）作詞・作曲
  - 「風に吹かれて」（1992年）作詞・作曲
  - 「好きと言おう」（1992年）作詞・作曲
  - 「ひとりぼっちの意味」（1992年）作詞・作曲
  - 「それぞれの探しもの」（1993年）作詞・作曲
  - 「恋愛」（1993年）作詞・作曲
  - 「あの時いっしょにいた瞳たち」（1993年）作詞・作曲
- 鈴木那生
  - 「なつのおと」（2012年）作詞・作曲
  - 「屋根の上の月」（2012年）作詞・作曲
  - 「CHAPTER 1」（2012年）作詞・作曲
  - 「船ゆく」（2012年）作詞・作曲
  - 「麦」（2012年）作詞・作曲
  - 「ふゆのおと」（2015年）作詞・作曲
  - 「蜘蛛の糸」（2015年）作詞・作曲
  - 「ガラスの魚」（2015年）作詞・作曲
  - 「さようなら・・・面影の中のあなたへ」（2015年）作詞・作曲
  - 「砂浜」（2015年）作詞・作曲
  - 「街灯」（2015年）作詞・作曲
  - 「麦　完結編」（2015年）作詞・作曲
- 鈴木結女
  - 「－SLOW－」（1997年）作曲
- スリー・グレイセス
  - 「ボタン屋さんが大好きなんです」（1994年）作曲

- 瀬戸朝香
  - 「太陽の町から」（1995年）作曲・編曲
  - 「TWO  HEARTS～この胸からあなたへ～」（1995年）作曲
  - 「内緒でドライブ、一人でライブ」（1995年）作曲
- 千堂あきほ
  - 「硝子のECSTASY」（1990年）作曲
  - 「Sweet Noise」（1990年）作曲
  - 「第三章嫉妬」（1991年）
  - 「ジェリービーンズの雨」（1993年）作曲

### た行
- 高橋洋子
  - 「おかえり」（1991年）作曲
  - 「思い出より遠く」（1994年）作曲
  - 「$1,000,000の恋」（1994年）作曲
- 高橋由美子
  - 「気持ちだよ」（1997年）作曲
  - 「それなりに」（1997年）作曲

- 多岐川裕美
  - 「とまどい」（1979年）作詞・作曲

- 谷川理恵
  - 「週末に優しい風」（1991年）作曲
  - 「突然のBOY  CARESS」（1991年）作曲
  - 「Diamond Love」（1991年）作曲
  - 「九月の雨」（1992年）作曲
  - 「雨のエトランゼ」（1992年）作曲
  - 「とまどいの夏」（1994年）作詞・作曲　※谷川理恵と共作

- 田村英里子
  - 「2人がふたりに逢える場所」（1991年）作曲
  - 「すてきな雨」（1992年）作曲
- 田山真美子
  - 「2人がふたりに逢える場所」（1991年）作曲

- ダンス・ダンス・ダンス
  - 「ディスコでネコをふんじゃった」（1989年）編曲
  - 「よじれちゃったネコ」（1989年）編曲

- 円谷優子
  - 「だって大丈夫」（1989年）作曲
  - 「CANDLES」（1989年）作曲
  - 「ENDLESS  PAIN」（1990年）作曲
  - 「せつないかもしれない」（1990年）作曲

- 峠恵子
  - 「あの虹を守りたくて」（1992年）作曲

- 刀根麻理子
  - 「From 1987」（1987年）作曲
  - 「復讐はKissではじめて」（1987年）作曲
  - 「サイレンス」（1988年）
  - 「美しい友だち」（1990年）作詞・作曲・編曲
  - 「写真」（1990年）作詞・作曲・編曲
  - 「やさしく愛して」（1991年）作曲・編曲
  - 「New Days」（1991年）作曲

- 富田靖子
  - 「1000日のスランバー」（1987年）作曲
  - 「Wish」（1987年）作曲

- ともさかりえ
  - 「泣いちゃいそうよ」（1997年）作曲
  - 「愛しい時」（1998年）作曲
- 知念里奈
  - 「Love you close」（2001年）作曲

### な行
- 仲間由紀恵
  - 「Birthday」（2000年）作曲
- 中村あゆみ
  - 「あなたしか覚えてない」（2015年）作曲
  - 「ふたりの事」（2015年）作曲

- 中森明菜
  - 「雨が降ってた…」（1989年）作曲
  - 「Angel Eyes」（1990年）作曲
  - 「痛い恋をした」（1995年）作曲
  - 「CRESCENT FISH」（1996年）作曲

- 中山美穂
  - 「Sail In Your Arms」（1990年）作曲
  - 「Heaven Knows」（1990年）作曲
  - 「MANA」（1991年）作曲
  - 「Paradio」（1991年）作曲
  - 「GRAY」（1991年）作曲
  - 「Flash Back」（1991年）作曲
  - 「Darlin'」（1996年）作曲
  - 「SHINING FOR YOU」（1997年）作曲
  - 「SYMPATHY」（1997年）作曲
  - 「嘘はやめた~DISAPOINTED LOVE」（1997年）作曲
- 夏川りみ
  - 「千里を超え」（2007年）作詞

- 七つ星
  - 「リボン結びのWAKU WAKU」（1990年）作曲
- 西原久美子
  - 「一番ステキな魔法」（1989年）作曲
- 西村知美
  - 「サン・ジョルディの日に抱きしめて」（1993年）作曲
- 西田ひかる
  - 「ひとり」（1998年）作曲
  - 「二人だけの時間」（1998年）作曲

- Negicco
  - 「そして物語は行く」（2018年）作曲

- 野田幹子
  - 「ソ・ワ・レ」（1996年）作曲
  - 「パープル・モンスーン」（上田知華 + KARYOBINのカバー)

### は行
- 倍賞千恵子
  - 「かえらない夏」（2017年）作曲

- 羽田美智子
  - 「恋」（1995年）作曲

- 羽根田征子
  - 「EVER  GREEN」（1989年）作曲
- 早見優
  - 「ヘップバーンによろしく」（1991年）作曲
  - 「LAST DANCE」（1991年）作曲
  - 「眠れる森の美女」（1992年）作曲
- 橋本潮
  - 「少年色のメルヘン」（1987年）作曲

- 早瀬優香子
  - 「MAMA DON'T WORRY」（1997年）作詞・作曲・編曲
  - 「1989.シェットランドホテルで」（1997年）作詞・作曲・編曲
  - 「キッチンから見える月」（1997年）作詞・作曲・編曲
  - 「よく晴れた日 （Instrumental）」（1997年）作曲・編曲
  - 「アイリーン」（1997年）作詞・作曲・編曲
  - 「TALKING ABOUT TOMORROW MOON」（1997年）作詞・作曲・編曲
  - 「東京の夜」（1997年）作詞・作曲・編曲
  - 「あの日もジェット機を見ていた」（1997年）作詞・作曲・編曲
  - 「目覚め」（1997年）作詞・作曲・編曲

- 広谷順子

　　 •「冷たい夏」（1991年）作曲
- 光GENJI
  - 「蒼い夜明け」（1992年）作詞・作曲
- 樋口康雄
  - 「黄昏の窓辺」（2003年）作詞・歌
- 平井菜水
  - 「信じてる」（1993年）作曲
- 藤田恵美
  - 「風きり自転車」（2014年）作詞・作曲

- 藤谷美紀
  - 「わたしぽっち」（1988年）作曲

- BLOOMING GIRLS（ミセス:南野陽子、ミス:森口博子、マザー:西村知美）
  - 「幸せのキャパシティ」（2012年）作曲
  - 「WISH」（2012年）作曲

- 古谷玲香
  - 「六月花色の雨」（1990年）作曲
- ペドロ&カプリシャス
  - 「風物語」（1989年）
  - 「海を見ていよう」（2006年）

- 星井七瀬
  - 「ガラスのくつ～なっちゃん～」（2003年）作曲

- 星野由妃
  - 「さよならの時」（1989年）作曲
  - 「ためらい」（1989年）作曲
  - 「はなさないで」（1989年）作曲
  - 「サヨナラなんて聴こえない」（1990年）作曲
  - 「真夏の影」（1990年）作曲
  - 「わたしたちの手から…」（1990年）作詞・作曲
  - 「優しさの温度」（1990年）作曲
- 堀江美都子
  - 「せいいっぱいの瞳」（1990年）作曲
  - 「レディのたまご」（1990年）作曲

### ま行
- 前田香奈 
  - 「ありったけBRAND NEW」（1991年）作曲
  - 「冷たい水」（1991年）作曲
- 牧瀬里穂
  - 「ささげたい、あなたに…」（1992年）作詞・作曲

- 増田恵子
  - 「Et  jaime la  vie」（2019年）作曲

- 増田未亜
  - 「雨の日の三日月」（1990年）作曲
  - 「ティンカーベルは待ちきれない」（1991年）作曲
- 松下里美
  - 「愛はどこへゆくの」（1991年）作曲
  - 「微笑みがいつか」（1991年）作曲
- 松たか子
  - 「KISSES」（1998年）作曲
- 松田聖子
  - 「メディテーション」（1983年）作曲
  - 「Africa」（1990年）作曲
  - 「Matins~朝の祈り~」（1992年）作曲
- 松野有里巳
  - 「ハートブレイク」（1992年）作曲
- 松本英子
  - 「あなたを見つめているから」（2000年）作曲
  - 「NATURALLY YOURS」（2000年）作曲
  - 「かわいい悲しい」（2000年）作曲
- 松本典子
  - 「グリーンの夏」（1985年）作曲
- 真璃子
  - 「ひとかけらのSHOOTING STAR」（1990年）作曲
- マルシア
  - 「NEED IN MY LIFE」（1996年）作曲
  - 「忘れてしまった」（1996年）作曲
- 観月ありさ
  - 「風も空もきっと...」（1996年）作詞・作曲
  - 「IN THE RAIN」（1996年）作詞・作曲
- 南野陽子
  - 「どうやって愛したらいいの?」（1988年）作曲
  - 「氷のダイヤモンド」（1988年）作曲
  - 「瞳の中の未来」（1989年）作曲
  - 「月夜のくしゃみ」（1989年）作曲
  - 「涙の数、大人になれたら」（1989年）作曲
  - 「そして、またイブがきて…」（1989年）作曲・編曲
  - 「Lonely Night」（1990年）作曲
  - 「安息の午後」（1990年）作詞・作曲・編曲
  - 「桜詩集」（2011年）作曲
- 水越恵子
  - 「再会の街で」（1994年）作曲
- 宮沢りえ
  - 「いつか会える時まで」（1993年）作曲
  - 「Glory child」（1993年）作曲
- 森川美穂
  - 「ながれたい」（1998年）作曲
- 森口博子
  - 「哀しみのSURRENDER」（1989年）作曲
  - 「SECRET LOVE」（1989年）作曲
  - 「WELCOME TO THE PARADISE」（1989年）作曲
  - 「虹の日」（1991年）作曲
  - 「ガラスのオルゴール」（1991年）作曲
  - 「嵐のあとのソリティア」（1991年）作曲
  - 「愛は夢のとなりに～Dear Formula Pilot～｣（1993年）作曲
- 森下恵理
  - 「MAMAはナーバス」（1987年）作曲
  - 「無邪気になりたい」（1988年）作曲
  - 「HIGH TIME TO LOVE」（1988年）作曲
  - 「 BLIND DATE～真夜中の恋人」（1988年）作曲
  - 「PURPLE TRAIN」（1988年）作曲

### や行
- 薬師丸ひろ子
  - 「さみしい人にならないで」（1989年）作曲
  - 「うたかた」（1989年）作曲
  - 「HEART'S  DELIVERY」（1990年）作曲・編曲
  - 「五月の地図」（1990年）作曲・編曲
  - 「風に乗って」（1991年）作詞・作曲
  - 「冬の青空」（1991年）作曲
  - 「もう泣かないで」（1991年）作曲
- 柳屋クインテット
  - 「ココナッツ・ムーンの夜でした」（1990年）作曲
  - 「WHITE  ANNIVERSARY」（1991年）作曲
  - 「お楽しみはこれからだ」（1991年）作曲
  - 「自然の成りゆき」（1991年）作曲
- 山口弘美
  - 「永遠のTeardrop」（1990年）作曲
  - 「夢を信じて」（1991年）作曲
- 山口由子
  - 「液体のダイアモンド」（1989年）作曲
  - 「SUMMER WINDSを捜して」（1989年）作曲
  - 「夏生まれSUMMER VENUS」（1989年）作曲
  - 「HEART BREAK FLASH」（1989年）作曲
  - 「SUNDAY BRUNCH TIME」（1989年）作曲
  - 「水の音」（1989年）作曲
- 山本麻里安
  - 「天使のチャイム」（1998年）作曲
- 山本京子
  - 「水の音」（1995年）作曲

- 由姫
  - 「IF」（1991年）作曲
  - 「あまりにも長い8月」（1991年）作詞・作曲

- 吉岡忍
  - 「ひとつだけ空いてる」（1997年）作曲
  - 「NO  NO  NO…」（1996年）作曲
  - 「愛しても大丈夫ですか?」（1998年）作曲
- 吉田朋代
  - 「なないろに輝いて」（1994年）作曲

### ら行
- 楽天使
  - 「1990年12月24日」（1990年）作曲

- Licca
  - 「永遠の少女たちへ」（1992年）作曲
  - 「A SEED OF DREAM～しあわせの種～」（1992年）作曲

- Lip's
  - 「愛の魔力」（1990年）作曲
  - 「愛の予言」（1990年）作曲
  - 「負けられないゲーム」（1990年）作曲
  - 「TEMPTATION」（1990年）作曲
- Romi
  - 「ENCORE」（1997年）作曲

### わ行
- 和久井映見
  - 「シンプルな理由」（1990年）作曲
- 和田加奈子
  - 「流れるように」（1989年）作曲
  - 「IF」（1989年）作曲
  - 「CRESCENT MOON」（1989年）作曲
  - 「HONEY MOON」（1989年）作曲
  - 「想いのかけら」（1990年）作曲
  - 「風の丘」（1990年）作曲
  - 「CONVENIENCE BOY」（1990年）作曲
- 渡辺典子
  - 「リタルダンド」（1987年）作曲
- 渡辺満里奈
  - 「プールサイド」（1989年）作曲
  - 「My Song」（1989年）作曲
  - 「輝きたいの」（1989年）作曲
  - 「新しい気持ち」（1990年）作曲
  - 「かわってゆく」（1990年）作曲
  - 「好きじゃないけど愛してる」（1990年）作曲
  - 「フォトグラフ」（1990年）作曲
  - 「フレンズ」（1990年）作曲
  - 「夜道」（1990年）作曲
  - 「Move out」（1990年）作曲

## 出演
- 1978年「三男三女婿一匹」（第2シリーズ） TBS
  - 劇中の主人公の病院の50周年記念式典でのゲスト演奏（上田知華+KARYOBIN）

- 1979年「小川宏ショー」フジテレビ
  - ゲスト演奏

- 1980年5月三洋電機扇風機CM
  - CMキャラクター（上田知華+KARYOBIN）　収録・生田スタジオ

- 1980年8月28日「ばらえてぃテレビファソラシド」 NHK
  - 第64回　君はロボットに勝てるか　ゲスト

- 1980年9月28日「レッゴーヤング」 NHK
  - 上田知華のみ出演。倉田まり子「さよならレイニー・ステーション」ピアノ演奏

- 1980年「パイオニア・ステレオ音楽館」東京12チャンネル
  - ライブ演奏

- 1981年11月14～15日 学園祭での招待コンサート
  - 農工祭 キャンパス・東京農工大学小金井キャンパス[4]
- 1982年6月～7月「みんなのうた」　NHK
  - 「メロディー」映像　収録ロケ地・駒沢オリンピック公園近辺

### ラジオ&ネット出演
- 1978年12月24日
  - FM東京「デンオンライブコンサート」（上田知華+KARYOBIN）
- 1979年
  - TBSラジオ「いちご列車」（上田知華）
    - 共演：すぎやまこういち・市村正親
- 1981年8月15日
  - FM東京「サントリーポップサマースペシャル」（上田知華+KARYOBIN）
    - 共演：雅夢・石川ひとみ
- 1981年8月21日
  - NHK-FM「ひるの歌謡曲」ヤングミュージックフェスティバル」（上田知華+KARYOBIN）共演：伊丹哲也&Side by Side　クリスタルキング
- 1982年3月25日
  - NHK　FM505スタジオライブ（上田知華+KARYOBIN）
- 1983年7月29日
  - FM東京「Lo-Dライブコンサート」（上田知華+KARYOBIN）
- 2013年1月28日 - 31日
  - NHKラジオ「深夜便ないとエッセー」音楽のジャンルを超えて
- 2013年12月16日
  - 八神純子「MUSIC TOWN」ゲスト
- 2014年3月29日
  - 藤田恵美「かみつれ雑貨店」ゲスト
- 2014年5月25日・6月1日
  - 「林田直樹のカフェフィガロ」ゲスト
- 2015年6月7日・2016年9月4日・2018年8月12日
  - FMおだわら「ファムラジオ」ゲスト
- 2018年11月22日
  - エフエム戸塚「おはよう！咲くらじお」ゲスト